# Roger-1000k
Roger-1000K는 한국철도시설공단(현 국가철도공단)이 2003년 이탈리아에서 도입해 경부고속철도에 투입해 선로를 검측하는 고속선용 종합검측차이다.

## 용도
주로 KTX가 운행하지 않은 밤에 선로를 검측하는데 쓰이고 있다. 고속철도의 선로는 고속열차의 마찰에 의해 파손될 수 있기 때문에 이차량은 레이저로 선로를 검측하는데 쓰이고 있다. 열번은 901번이며 디젤로 주행, 시속 170킬로미터로 고속주행해 선로검측이 가능하다. 현재 이차량은 경부고속철도에 투입되어 선로 검측을 하고있다.

## 성능
최고속도 160km/h로 운행하는 동시에 전차선, 궤도, 통신, 신호설비에 대한 검측이 가능하다. 설계최고속도 170km, 영업최고속도 160km이다. 외부차량으로 견인할 경우 최대 200킬로미터까지 가능하다. 차량 양단에 운전실이 설치되어 있고 자체디젤엔진 4개를 갖추고 있어 별도의 입환 작업이 필요없다. 또 편의시설로 회의실, 주방, 화장실, 검측실에 설비되었다.

## 같이 보기
- KTX
- 경부고속철도
- 건축한계 측정차
- HSR-350X